# Dolphin Island, British Columbia
Dolphin Island är en ö i Kanada.   Den ligger i North Coast Regional District och provinsen British Columbia, i den sydvästra delen av landet, 3 900 km väster om huvudstaden Ottawa. Arean är 16 kvadratkilometer.
Terrängen på Dolphin Island är platt. Öns högsta punkt är 172 meter över havet. Den sträcker sig 5,5 kilometer i nord-sydlig riktning, och 5,3 kilometer i öst-västlig riktning.
På ön finns samhället Kitkatla där befolkningen tillhör Tsimshian-folket.